# Trastorn disfòric premenstrual
El trastorn disfòric premenstrual (a vegades abreviat, segons la denominació anglesa, com a PMDD) és un trastorn depressiu que consisteix en la presència d'irritabilitat, canvis bruscos d'humor, tristesa i sensació de tensió que apareixen a la fase premenstrual, aproximadament una setmana abans que baixi la regla i que es mantenen durant una a dues setmanes.
No s'ha de confondre amb la síndrome premenstrual.

## Causes
Un estudi mostra que podria existir una predisposició genètica per part d'algunes dones a patir aquest trastorn. Per a elles, sembla que les causes estan relacionades amb el canvi hormonal del cicle menstrual però hom en desconeix el mecanisme exacte. Sí que se sap que hi ha dones predisposades a patir trastorns depressius amb els diferents canvis de les hormones femenines, com per exemple per la menstruació, l'embaràs, el postpart (depressió postpart) o la menopausa.

## Tractament
Com ocorre també al cas de la depressió postpart, malgrat relacionar-se en aparença amb canvis hormonals, no hi ha massa indicis que el tractament hormonal sigui efectiu. En canvi, sí que sembla útil el tractament psicològic i el tractament farmacològic antidepressiu.

## Incidència
Fins a un 5% de les dones presenten aquest trastorn.